# Johann Georg Weibhauser

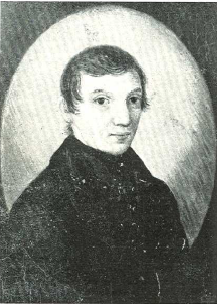
Selbstbildnis von Johann Georg Weibhauser im Alter von 39 Jahren.

Johann Georg Weibhauser (* 12. April 1806 in Neunteufeln, damals zu Petting heute Gemeinde Kirchanschöring; † 29. April 1879 in Fridolfing) war ein deutscher Künstler, der im Stile der Nazarener malte.

## Familie
Weibhauser wurde als Sohn der Müllerseheleute von Neunteufeln Simon Weibhauser und Anna Niedermayer (das Beibehalten der Geburtsnamen war damals üblich) geboren. Zeit seines Lebens blieb der Hansgirgl genannte Weibhauser unverheiratet. Die Haushaltsführung übernahm seine Schwester.

## Lehre und Studium
Ob Weibhauser in seiner Jugend Müller, den Beruf des Vaters, erlernte, auf die nahe Zeichenschule nach Bad Reichenhall ging oder bei einem Malerkünstler lernte, ist unbekannt. Belegt ist allerdings, dass Weibhauser mit 25 Jahren sein Studium an der Münchener Kunstakademie (Immatrikulationsnummer 1789) begann. Details über Weibhauser während des fünfjährigen Studiengangs sind nicht bekannt, da während des Zweiten Weltkrieges Weibhausers Personalakten verbrannten.

## Werke
Nach seinem Studium ließ sich Weibhauser in Fridolfing nieder, wo die meisten seiner Werke entstanden. Derzeit sind 75 erhaltene Werke in Kirchen, Kapellen und Privathäusern bekannt. Darunter befinden sich 18 Votivbilder u. a. für Maria Eck, Tettenhausen und St. Koloman in Fridolfing. Jedoch wird vermutet, dass sich vor allem in und um den Rupertiwinkel noch weitere Werke Weibhausers befinden. Besonders hervorzuheben sind die 14 Kreuzwegstationen der Pfarrkirche in Leobendorf und ein 1857 geschaffenes Altarbild der St.-Nikolaus-Kirche in Straß in der Gemeinde Ainring.

## Gedenken
- Seine letzte Ruhestätte fand Weibhauser auf dem Friedhof der Kirche St. Johann in Fridolfing. Das Grab existiert allerdings nicht mehr, da zu Beginn des 20. Jahrhunderts der Friedhof aufgelöst wurde.
- Jeweils in Fridolfing und in Kirchanschöring ist eine Straße nach Weibhauser benannt.
- Zum 200. Geburtstag Johann Georg Weibhausers im Jahr 2006 wurde an seinem Geburtsort in Neunteufeln ein Erinnerungszeichen angebracht.